# The Hills
The Hills ist eine US-amerikanische Reality-TV-Fernsehserie des Senders MTV, die von 2006 bis 2010 ausgestrahlt wurde.
In der Serie wird in den ersten fünf Staffeln das Leben der ehemaligen Laguna Beach – The Real Orange County-Darstellerin Lauren Conrad und ihrer drei Freundinnen Heidi Montag, Audrina Patridge und Whitney Port in Los Angeles, Kalifornien, verfolgt. Dies geschieht jedoch nicht in Form einer Dokumentation, sondern im Stil einer Reality-TV-Sendung. Dabei wird versucht, die Qualität von Serien mit einem Drehbuch zu erreichen, was Optik, Kameraführung und Musik angeht. Ziel des Produktionsteams ist es nicht, einen sachlichen und umfassenden Überblick über das Leben der Darstellerinnen zu geben. Stattdessen werden die Darstellerinnen in alltäglichen Situationen von Kameras begleitet. Der Schwerpunkt liegt dabei auf Geschehnissen im privaten und in geringerem Umfang im beruflichen Umfeld, wobei in letzterem Fall auch eher über private Angelegenheiten geredet wird.
Am Ende der vierten Staffel stieg Whitney Port aus der Serie aus sowie die Hauptdarstellerin Lauren Conrad während der fünften Staffel. Ihren Platz nahm Kristin Cavallari ein, die ebenfalls in der Vorgängerserie Laguna Beach die Hauptrolle hatte.
Ab dem 31. Mai 2006 lief die Serie in den USA auf MTV und ab dem 8. Juni 2007 auch in Deutschland. Die Serie besteht aus sechs Staffeln, wobei die letzte Folge am 13. Juli 2010 ausgestrahlt wurde. Bis auf wenige Ausnahmen sind die Episoden ungefähr 20 Minuten lang. Neben der Fernsehausstrahlung sind die Episoden auch auf den Webseiten von MTV abrufbar. In den USA wurde jede Episode von einer „Live After Show“ begleitet, die ebenfalls im Web abrufbar ist.
Kritiker bescheinigen der Serie eine seichte Handlung, sowie eine visuelle Darbietung, die über dem Niveau der üblichen Reality-TV-Shows liegt. Die Serie versucht Einflüsse, die durch die Popularität der Serie entstehen, außer Acht zu lassen. Dies steht nach Ansicht einiger Kritiker im Widerspruch zum Konzept einer Reality-TV-Serie.

## Vorgeschichte
2004 startete MTV eine Reality-TV-Serie namens Laguna Beach – The Real Orange County. Lauren Conrad spielte hier neben Stephen Colletti und Kristin Cavallari die Hauptrolle. Die Serie zeigte das Leben der drei Darsteller und weiterer Jugendlicher in Laguna Beach.
Die erste Staffel der Serie erreichte durchschnittlich 2,2 Millionen Zuschauer und im ersten Halbjahr 2005 wurden 3,1 Millionen Zuschauer ermittelt. Für den Erfolg sorgte eine massive Werbekampagne, in der MTV die Serie in 2200 Kinos mit einer dreiminütigen Werbung bewarb.
Bereits nach der ersten Staffel erhielten die Darsteller Schauspielangebote. Lauren Conrad, die nach einem Schauspielunterricht feststellte, dass sie nicht gut genug dafür war, entschloss sich für ein Studium an der Fashion Institute of Design and Merchandising, während die anderen Darsteller diese Angebote annehmen wollten. MTV entschloss sich für eine neue Reality-TV-Serie, The Hills, mit Lauren Conrad als Hauptfigur. Die dadurch entstandene Kontinuität zwischen beiden Serien ermöglichte weiteren Darstellern aus Laguna Beach Auftritte in The Hills.
Das Konzept von Laguna Beach war mit dem von The Hills identisch. Die Dialoge waren nicht abgesprochen, aber die Schauplätze wurden vorher festgelegt, damit die Crew vor Ort eine Dreherlaubnis hatte. Für die im Vergleich zu anderen Reality-TV-Sendungen relativ hochwertige Optik sorgte Hisham Abed, der später auch für The Hills arbeitete.
In der dritten Staffel von Laguna Beach wurden neue Hauptdarsteller eingeführt, nachdem Lauren Conrad (für The Hills) und andere Hauptfiguren die Serie verließen. Stephen Colletti betätigte sich danach als Schauspieler und VJ bei MTV und Kristin Cavallari als Moderatorin und Schauspielerin. Die Serie endete schließlich nach der dritten Staffel.
2007 startete MTV Newport Harbor: The Real Orange County mit ähnlichem Konzept wie The Hills und Laguna Beach, jedoch mit neuen Darstellern und somit ohne inhaltlichen Bezug zu The Hills oder Laguna Beach. Die einzige Gemeinsamkeit zwischen Laguna Beach und Newport Harbor ist, dass beide Schauplätze in Orange County liegen. Die Serie wurde nach einem Jahr mit zwölf Folgen beendet.
Ende 2008 begann die Serie The City mit Whitney Port in der Hauptrolle, die damit aus The Hills ausschied. MTV entschloss sich nach Medienberichten für eine neue Show, weil Lauren Conrads Popularität immer weniger Raum für verwertbare Privatszenen bot und Whitney Ports Privatleben bisher in The Hills wenig angesprochen wurde. 2010 wurde The City zusammen mit The Hills abgesetzt.

## Popularität
Die 2006 gestartete Sendung The Hills war ein Quoten-Erfolg in den USA. Es wurden Einschaltquoten von ca. 4 Mio. Zuschauern erreicht. In der dritten Staffel wurden die höchsten Einschaltquoten mit 4,8 Millionen Zuschauern und 1,8 Millionen Webabrufen gemessen. Damit war die Sendung eine der Serien mit den höchsten Einschaltquoten basierend auf den Nielsen Ratings für das Kabelfernsehen. Des Weiteren war The Hills die Sendung mit den meisten Zuschauern auf MTV, sowie dem höchsten Marktanteil unter jungen Frauen für das Kabelfernsehen (November, 2008). Die letzte Staffel erreichte durchschnittlich 2,3 Mio. Zuschauer, wobei die letzte Folge von fast 3 Mio. Zuschauern gesehen wurde.
Die Webseite hatte ca. 775.000 Besucher pro Woche. Großen Erfolg erzielte man auch mit der Vermarktung der Musik, die in den Episoden zu hören war. Einzelne Songs konnten so eine Steigerung der Verkaufszahlen von 84 % bis 1660 % erreichen.
In den USA fand eine umfangreiche Berichterstattung statt. So existieren nicht nur Kritiken zur Serie insgesamt, sondern zu einzelnen Folgen sowie Berichte zu einzelnen Ereignissen, die in der Serie stattfanden. So kommentierte das New York Magazine fast jede Folge und thehollywoodgossip.com und Entertainment Weekly bieten Besprechungen bzw. Zusammenfassungen zu den einzelnen Folgen.
Die steigende Popularität der Serie und der Darstellerinnen führte dazu, dass Ereignisse, die für die Serie relevant wären, bereits durch die Medien verbreitet wurden, bevor sie in der Serie gezeigt wurden. So haben das US Magazine und thehollywoodgossip.com bereits im Vorfeld über die im November 2008 erfolgte Heirat von Heidi Montag und Spencer Pratt in Mexiko berichtet, bevor sie in der Serie thematisiert werden konnte. Auch dass die in den USA aus rechtlichen Gründen wiederholte Hochzeit nicht ablief, wie geplant, wurde berichtet. In der Serie stellte sich heraus, dass Spencer Pratt sich in letzter Sekunde anders entschieden hatte. NY Daily News versuchte anhand des Promomaterials für die letzte Folge der vierten Staffel, das einem Gerichtssprecher vorgelegt wurde, herauszufinden, ob die Hochzeit tatsächlich durchgeführt wurde oder nur gestellt war. Nachdem die Folge ausgestrahlt wurde, berichteten mehrere Medien darüber, neben den vorher genannten unter anderem die New York Post, International Business Times, People Magazine und die Los Angeles Times.
Auch 2007 wurde Monate vor dem Beginn der dritten Staffel ein Gerücht, dass ein Sex-Video mit Lauren Conrad existiere, von den Medien aufgegriffen, ebenso in der vierten Staffel ein Gerücht, dass Lauren Conrad mit Audrina Patridges Freund Justin eine Affäre habe. Weitere unwichtigere Meldungen seitens der Boulevardpresse sind auch üblich, wie beispielsweise das Auftauchen der Darsteller in einer Bar. Das Unterhaltungsmagazin Extra von Warner Bros. Television bringt nach Angaben der ausführenden Produzentin Lisa Gregorisch-Dempsey mindestens zwei Beiträge pro Woche, die sich mit The Hills befassen.
2008 erreichte die Popularität auch die Präsidentschaftswahl in den Vereinigten Staaten 2008. Als Heidi Montag ihre Unterstützung für John McCain bekannt gab, verkündete dieser, dass er keine Folge der Serie verpasse. Barack Obama versprach daraufhin bei David Letterman, dass er als erste Amtshandlung die Feindschaft zwischen Lauren und Heidi beenden würde.
2010 erhielt die letzte Folge besondere Aufmerksamkeit. Besonders die letzte Szene (siehe Handlung zur 6. Staffel) lud zur Interpretationen ein. So wurde vermutet, dass die Szene ein Wink an die Skeptiker war oder aber das tatsächliche Eingeständnis, dass die Serie gestellt war.

## Produktion
Es existierten keine Drehbücher für die einzelnen Episoden. Jeden Sonntag unterhielten sich die Produzenten mit den Darstellerinnen über deren Pläne für die darauf folgende Woche. Am Montag besprach der Produktionsstab, wer und wo gefilmt werden soll. Mit Ausnahme der kamerafreien Tage (Montag und Dienstag) begleitete das Team die Darstellerinnen bei Ereignissen, die dramaturgisch interessant sein könnten. Einige Szenen wurden auch nachgestellt, wenn beispielsweise bei einer interessanten Unterhaltung die Kameras nicht dabei waren oder etwas Unvorhergesehenes passierte.
An den Drehorten musste von den Inhabern der Bars, Club oder sonstigen Geschäften eine Dreherlaubnis eingeholt werden. Die Konsequenz war, dass die Darstellerinnen erst danach zum Drehort erscheinen konnten und daher eine Benachrichtigung abwarteten. Daher wurde die Sendung als „scheduled reality“ bezeichnet. Auch alle am Drehzeitpunkt anwesenden Gäste werden gebeten, eine Einverständniserklärung zu unterschreiben oder sich woanders hinzustellen. Zur Not wurde auch um diese Gäste herum gefilmt. Mit den Paparazzi war vereinbart worden, dass diese ihre Aufnahmen machen dürfen, sobald die Produktionscrew ihre Aufnahmen beendet hatte.
Da die Produzenten sich über den Tagesablauf der Darstellerinnen informierten, sorgten sie manchmal dafür, dass interessante Begegnungen stattfanden. So wurde beispielsweise eine Barbecue-Szene mit einem Ex-Freund von Lauren Conrad und einem anderen Jungen, den sie neu kennengelernt hatte, arrangiert.
Die Handlung der Serie lässt alle Punkte außer Acht, die durch die Popularität der Darstellerinnen entstanden. Laurens Modekollektion oder ihre Auftritte als Darstellerin von The Hills bei anderen Veranstaltungen wurden nicht erwähnt. Ebenso die Versuche von Heidi Montag, in der Musikbranche Fuß zu fassen.
Laut einem Bericht im In Touch Weekly erhielten die Darsteller zwischen 8.000 und 75.000 $ pro Folge. Lauren Conrad erhält 75.000 $, Heidi Montag und Spencer Pratt jeweils 65.000 $ und Audrina Patridge 35.000 $. Gegen Ende der Serie stiegen die Gagen. So erhielt Kristin Cavallari 90.000 $, Lauren Conrad 125.000 $ und Audrina Patridge, Lauren “Lo” Bosworth und Heidi Montag jeweils 100.000 $.

## Authentizität
Bereits in der Vorgängerserie Laguna Beach kam die Frage auf, wie authentisch das Gezeigte sei. Auch bei The Hills spielte diese Frage eine Rolle. Das New York Magazine bezeichnete beispielsweise einige Streitigkeiten zwischen Heidi und Spencer als schlechtes „Method Acting“ und stufte Laurens Überraschung, als sie einen Job bei People’s Revolution bekommt, als unglaubwürdig ein. Hinzu kommt, dass Heidi und Spencer nach eigenen Aussagen Streitigkeiten vor der Kamera tatsächlich inszeniert haben.
Dem Rolling Stone Magazine nach müsste auch der Zuschauer bereits nach kurzem Ansehen skeptisch werden, wenn zum Beispiel ein Streit zwischen Heidi und Spencer von mehreren Perspektiven gezeigt wird. Dies sei jedoch teilweise das Ergebnis der abgesprochenen Drehorte. Und auch die Darstellerinnen wissen, dass sie Interessantes vor der Kamera zeigen müssen. („Says Audrina, "It has to be interesting. They don't want us looking at magazines."“) Audrina stellt im Interview auch die Vermutung auf, dass sie sich im Normalfall mit ihrer Beziehung zu Justin mehr Zeit gelassen hätte. Die Darstellerinnen würden im Endergebnis zwei Leben führen, eins für die Kamera und eins außerhalb der Kameras.
Dem ausführenden Produzenten Tony DiSanto nach waren die Dialoge nicht abgesprochen. Bei den Drehorten jedoch wurden die Darsteller gebeten, Orte aufzusuchen, für die man eine Dreherlaubnis hatte, wobei die Entscheidung bei den Darstellern lag. Die Entscheidung, was letztlich in der Serie gezeigt wurde, lag bei den Produzenten. Falls etwas nicht mitgefilmt worden war, baten die Produzenten die Darsteller über das Ereignis nachträglich zu reden oder stellten es nach. Auch erlaubten sich die Produzenten manchmal die Dialoge oder Geschehnisse in anderer Reihe zusammenzuschneiden, als sie in Wirklichkeit stattgefunden hatten.
Eine weitere Frage betraf die Jobs, die die Darstellerinnen in der Serie hatten. Kritiker vermuteten, dass diese keine richtigen Jobs waren, sondern von MTV arrangierte und beiden Seiten dienende Pseudo-Jobs. Kelly Cutrone von People’s Revolution, einer Arbeitgeberin von Whitney Port, gab dazu an, dass Whitney eine „ziemlich echte Angestellte“ („a very real employee“) war, die eine Bezahlung erhielt und immer dann zu Arbeit erschien, wenn sie nicht drehen musste.

## Besetzung
Die Biografien beschränken sich auf die Geschehnisse vor und außerhalb der Serie.

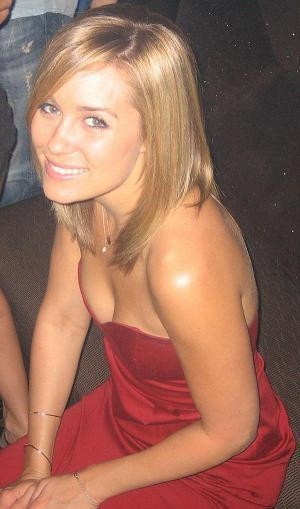
Lauren Conrad 2008

### Lauren Conrad
Lauren Conrad wurde am 1. Februar 1986 in Laguna Beach, Orange County (Kalifornien), geboren. Sie stammt aus einer wohlhabenden Familie, da ihr Vater ein erfolgreicher Architekt ist. Lauren hat eine drei Jahre jüngere Schwester Breanna (Darstellerin in der 3. Staffel von Laguna Beach) und einen sechs Jahre jüngeren Bruder Brandon.
Bis zu ihrem 18. Lebensjahr besuchte sie die Laguna Beach High School und wurde gleichzeitig von den Kameras von MTV in der 1. Staffel der Serie Laguna Beach begleitet. Nach ihrem Abschluss an der LBHS ging sie nach San Francisco, um an der Academy of Art University zu studieren, kehrte aber bereits nach einem Semester zurück nach Laguna Beach. Kurze Zeit später versucht sie es nochmal, diesmal in Los Angeles am F.I.D.M. (Fashion Institute of Design and Merchandising), zusammen mit ihrer Freundin Heidi Montag. Gleichzeitig absolviert sie ein Praktikum bei Teen Vogue. Ab hier setzt die Handlung von The Hills ein.
Sie erschien auf dem Cover der Teen Vogue und wurde bei den Teen Choice Awards 2006 als beste weibliche „TV - Choice Reality Star“ ausgezeichnet und schlug damit unter anderem Paris Hilton mit The Simple Life. Im November 2008 erschien sie auf dem Cover der Cosmopolitan.
Während der Serie brachte Lauren Conrad eine eigene Mode-Kollektion heraus, die in den USA in über 500 Boutiquen verkauft wurde. Zusätzlich trat sie in der Werbung für Mark cosmetics und AT&T auf. All dies wurde in der Serie nicht thematisiert. Das Forbes Magazine schätzte ihr Einkommen in den Jahren 2007 und 2008 auf 1,5 Millionen $.

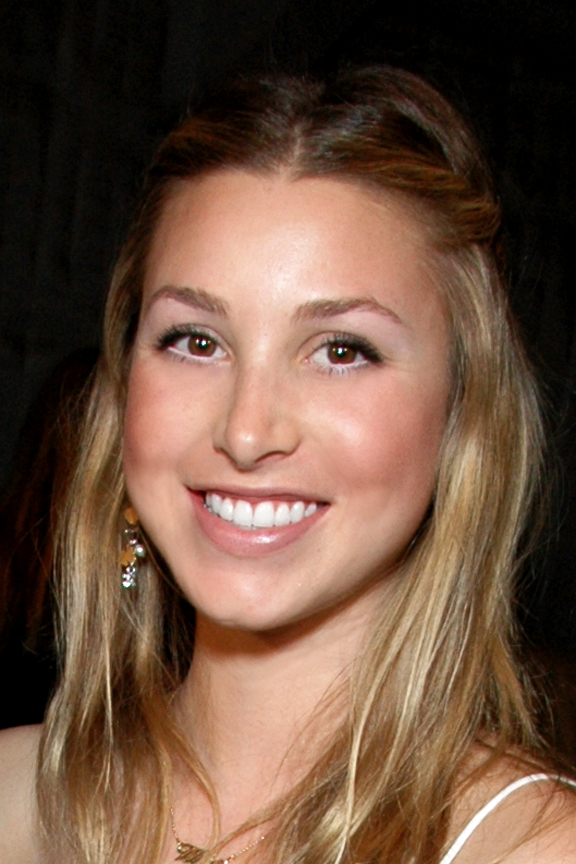
Whitney Port 2008

### Whitney Port
Whitney Port wurde am 4. März 1985 in Los Angeles geboren. Sie hat insgesamt vier Geschwister: einen Bruder Ryan, und drei Schwestern, Paige, Ashley und Jade. Ihre Familie lebt in Los Angeles. Whitney studierte an der University of Southern California (USC). Im Sommer 2007 hat sie ihren Abschluss gemacht. Whitney absolvierte ein zweijähriges Praktikum zusammen mit Lauren bei Teen Vogue und danach arbeitete sie für People’s Revolution auch mit Lauren zusammen. Vor ihrer Zeit bei The Hills arbeitete sie als Praktikantin bei einem Magazin namens Women’s Wear Daily. Im März 2008 brachte sie ihre eigene Mode-Linie Eve & A heraus.
Whitney Port übernahm in dem Spin-off The City, der in New York spielt, die Hauptrolle. In der Serie The Hills sah sie ihre Rolle als „zuhörendes Ohr“ für Lauren Conrad.

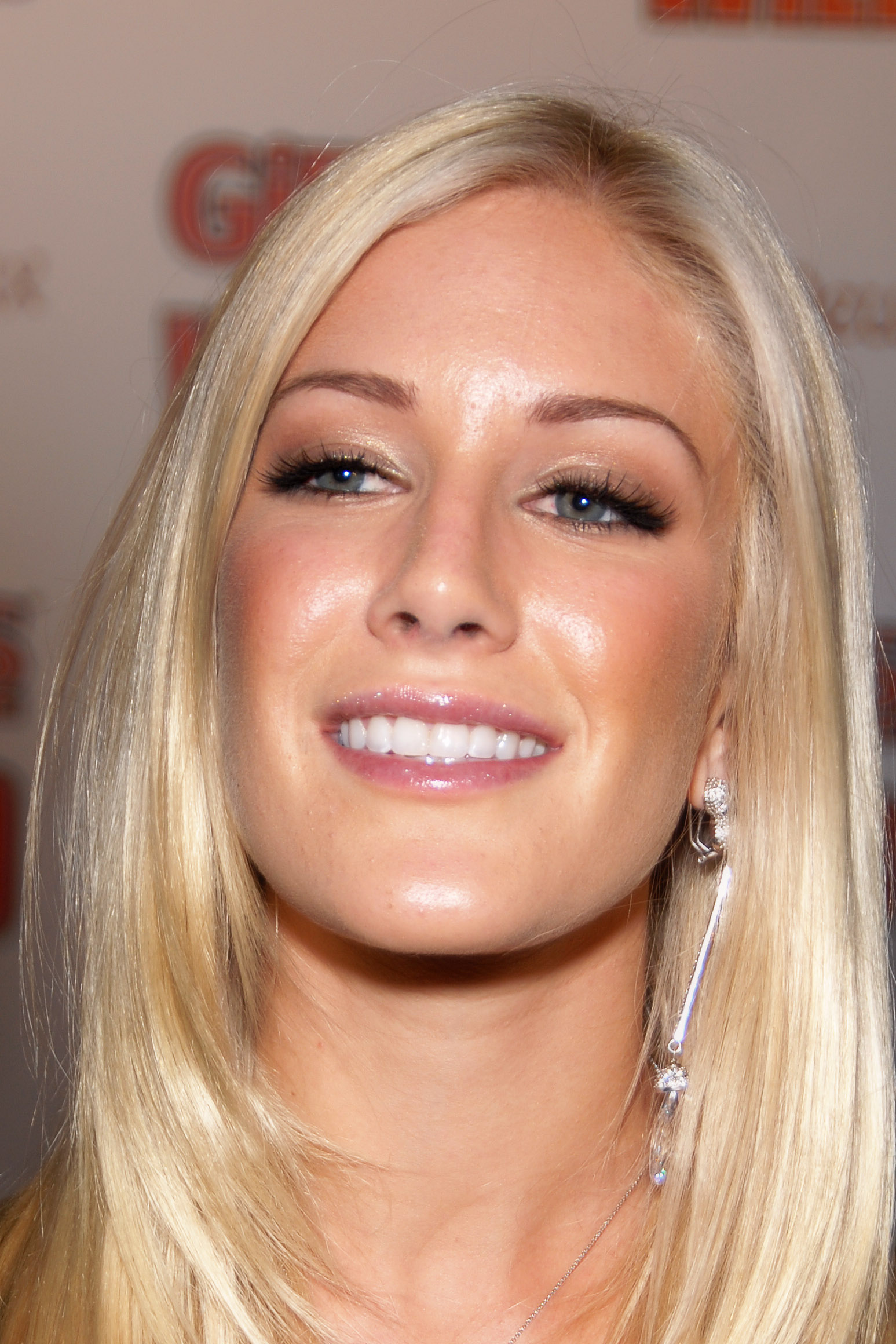
Heidi Montag 2008

### Heidi Montag
Heidi Montag wurde am 15. September 1986 in Crested Butte, Colorado, geboren. Ihre Eltern besitzen ein erfolgreiches Restaurant, Timberline. Heidi hat eine ältere Schwester Holly, einen jüngeren Bruder Sky und noch einen Stiefbruder Eric. Nach der High School ging Heidi nach San Francisco, um an der Academy of Art University zu studieren. Dort lernte sie Lauren kennen. Das erste Mal bei MTV war Heidi bei Laguna Beach zu sehen, als sie einen Sommer lang bei Lauren und ihrer Familie in Laguna Beach gewohnt hat. Ab dem Sommer 2005 wohnte Heidi mit Lauren in Los Angeles. Zuerst besuchte Heidi mit Lauren das Fashion Institute of Design and Merchandising in L.A., doch dann brach sie ihr Studium ab und arbeitete seit dem bei Bolthouse Productions. Ab hier setzt die Handlung von The Hills ein.
2007 hat sich Heidi einer Schönheitsoperation an der Oberweite und Nase unterzogen, die in der Serie nicht erwähnt wurde. Ihre Modelinie Heidiwood und ihr Einstieg in die Musikwelt wurden ebenso nicht erwähnt. Am 25. April 2009 heiratete sie schließlich ihren Freund Spencer Pratt in Pasadena, Kalifornien.
Neben ihrer Arbeit bei Bolthouse Productions widmet Heidi sich ihrer Karriere als Sängerin und nahm ein Album auf. Eine Single, Body Language, wurde bereits bei einigen Radiosendern in den USA gespielt. Der Song beinhaltet auch einen Rap von ihrem Ehemann Spencer. Am 15. September 2007 hatte sie im „LAX Club“ in Los Angeles einen Auftritt, wo sie ihre Single Higher sang, zu der es ein von ihr und Spencer selbstgedrehtes Video gibt. Während der fünften Staffel der Serie posierte sie für das Playboy Magazin und trat mit ihrem Ehemann in der amerikanischen Version von Ich bin ein Star – Holt mich hier raus! auf. Diese Ereignisse wurden in der Serie nicht thematisiert.

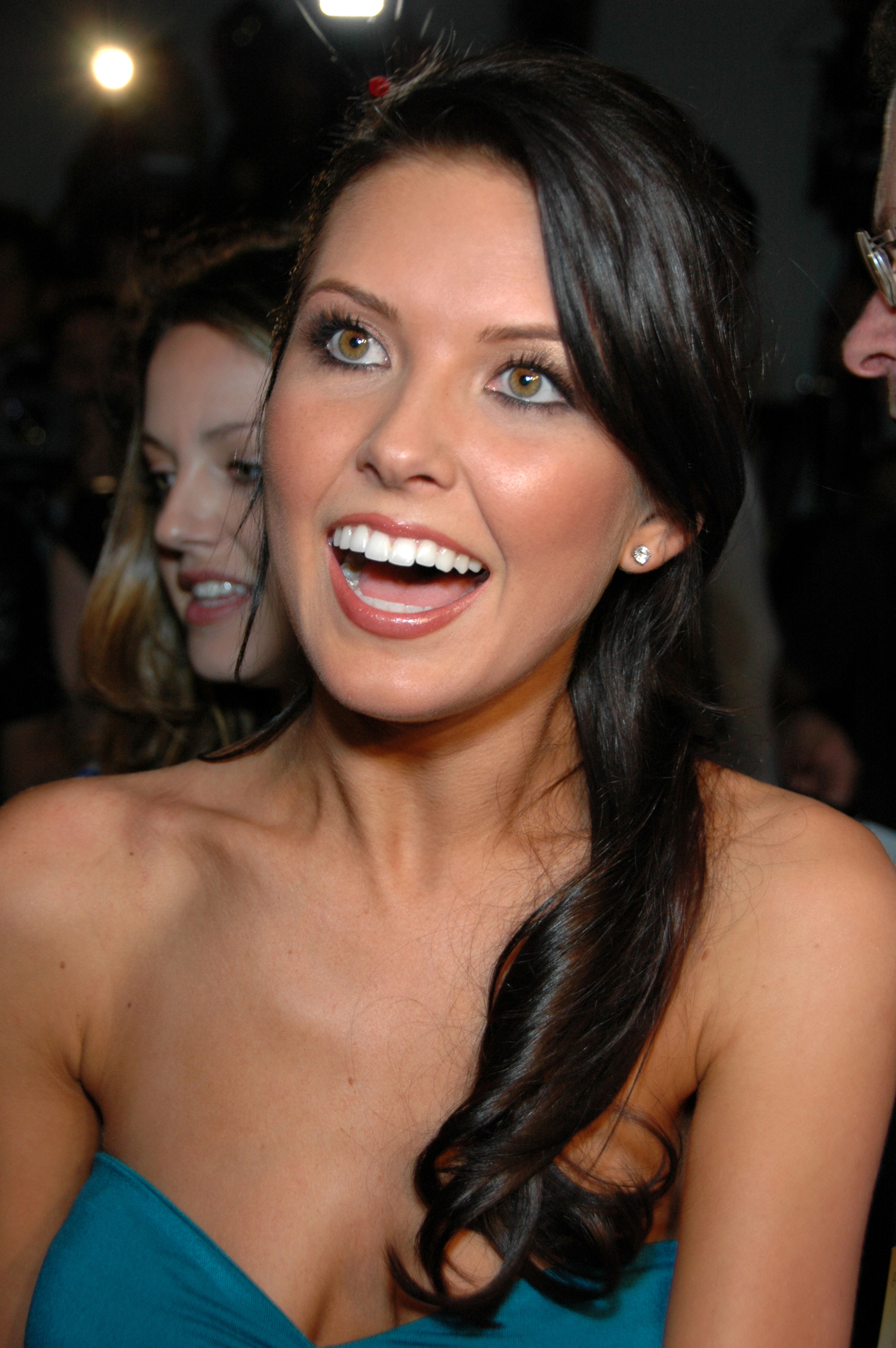
Audrina Patridge 2008

### Audrina Patridge
Audrina Patridge wurde am 9. Mai 1985 in Los Angeles (Kalifornien) geboren. Audrina war Laurens und Heidis erste Freundin in Los Angeles und wohnte im selben Apartmentkomplex in den Hillside Villas. Sie kannte vor der Serie keine der anderen Darstellern und wurde von den Produzenten angesprochen, als sie sich zufällig an einem Pool im Apartmentkomplex befand.
Sie arbeitete zunächst als Rezeptionistin bei den Quixote Studios und später bei Epic Records. 2008 wirkte sie als Darstellerin in den Filmen Sorority Row und Into the Blue 2, dem Nachfolger von Into the Blue mit Jessica Alba, mit. Ihre Arbeit als professionelle Schauspielerin wird in der Serie nicht erwähnt.

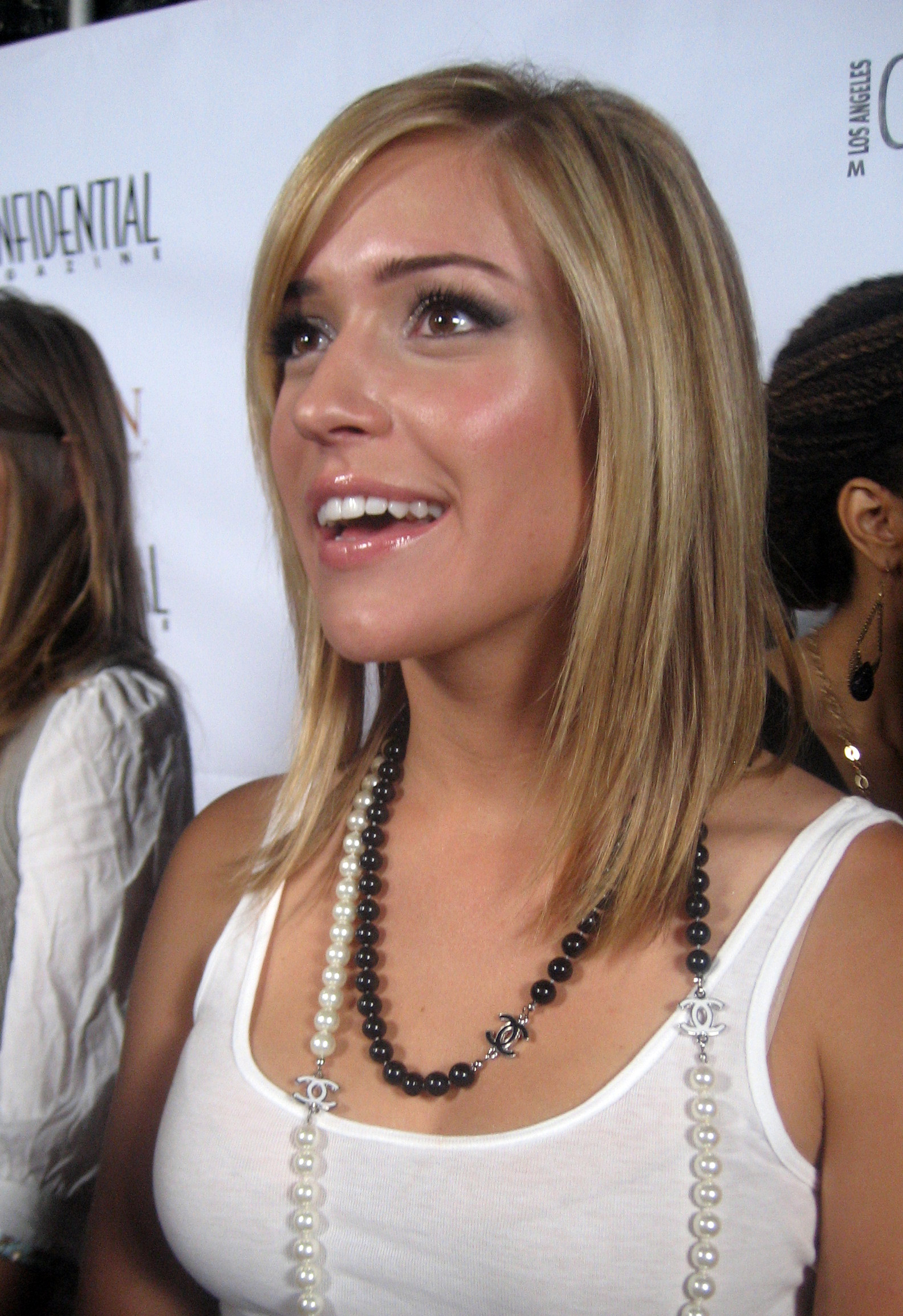
Kristin Cavallari 2008

### Kristin Cavallari

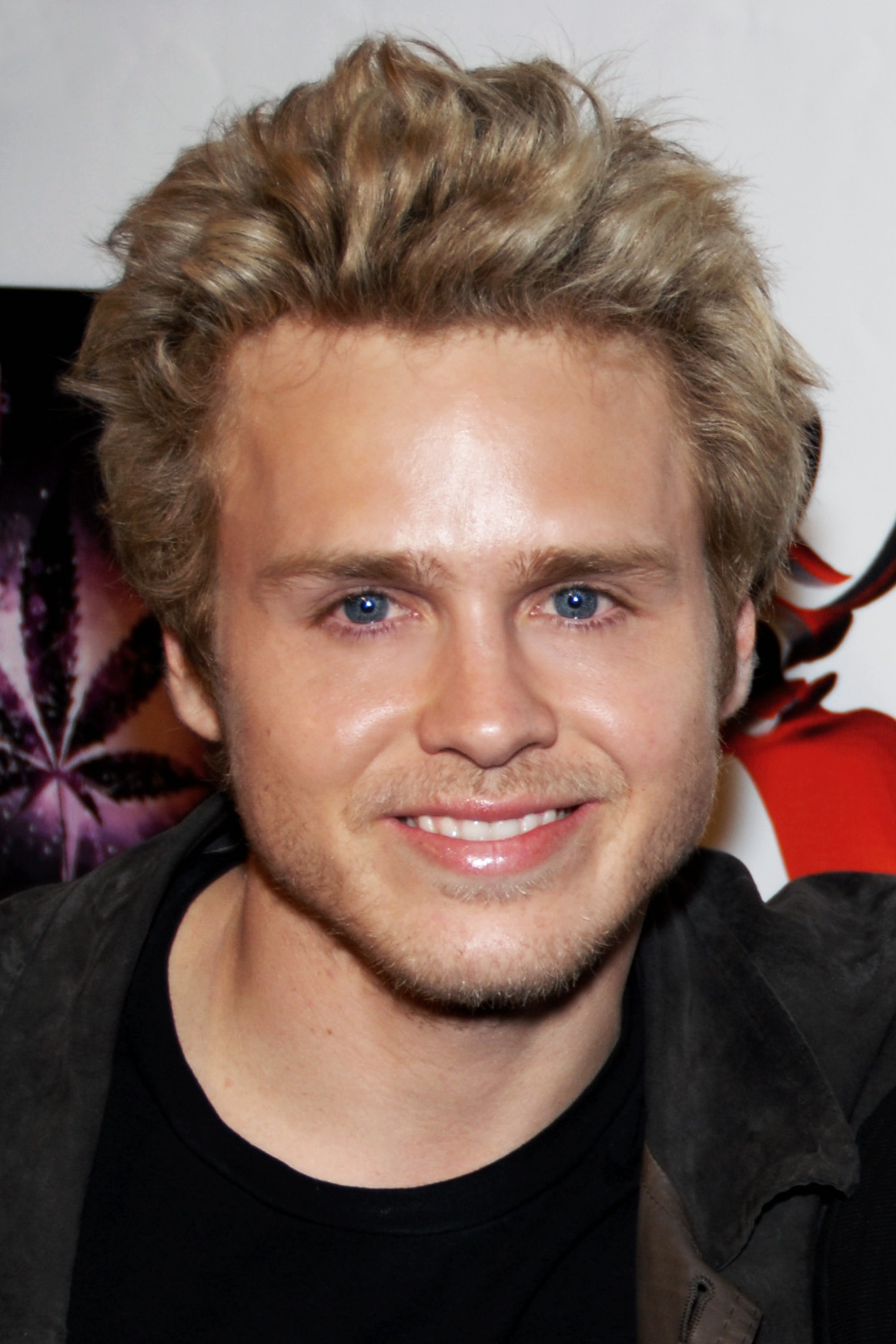
Spencer Pratt

Kristin Cavallari wurde am 5. Januar 1987 in Denver, Colorado, geboren und wuchs dort auf. 2004 wurde sie für die Serie Laguna Beach: The Real Orange County gecastet und spielte dort zwei Staffeln lang mit. Im Gegensatz zu Lauren Conrad versuchte sie nach Laguna Beach eine Schauspielkarriere zu beginnen. Sie hatte einige Moderationsauftritte (z. B. UPN’s Get This Party Started), sowie einige Rollen in Fernsehfilmen und Auftritte als Nebendarstellerin in den Serien CSI: NY und Veronica Mars. Des Weiteren erschien sie im Oktober 2005 auf dem Titelbild der Seventeen sowie der Teen People Magazine. Mit dem Ausstieg von Lauren Conrad aus The Hills wurde sie als neue Hauptdarstellerin verpflichtet.

### Spencer Pratt
Spencer Pratt, geboren am 14. August 1983, ist der Sohn eines Zahnarztes und aufgewachsen in Malibu. Er studierte an der University of Southern California (USC) Politik.
Er ist am Anfang der zweiten Staffel bereits Heidis Freund und war bis zu sechsten Staffel die einzige männliche Hauptfigur. Spencer verlangt von seinen Freunden und Familienmitgliedern Loyalität, d. h., dass diese den Kontakt mit Lauren abbrechen. So bricht er aus diesem Grund in der dritten Staffel den Kontakt zu seinem besten Freund Brody ab und streitet sich mit seiner Schwester Stephanie. In der fünften Staffel heirateten er und seine Freundin Heidi in Pasadena, Californien.

### Brody Jenner
Brody Jenner taucht erstmals in der 2. Staffel als Spencers bester Freund auf. Heidi versucht Lauren und Brody zu verkuppeln, und obwohl sich die beiden näherkommen, kommt es nie zu einer ernsthaften Beziehung. Er und Lauren bleiben gute Freunde, sehr zum Ärger von Spencer, der kurzerhand den Kontakt zu Brody abbricht. Brody ist vor allem durch seine Beziehungen zu Nicole Richie, Kristin Cavallari und dem Playmate Jayde Nicole bekannt. Mit dem Auftritt von Kristin Cavallari rückt er in den Mittelpunkt des Geschehens und ist mit ihr in der letzten Szene der Serie zu sehen.

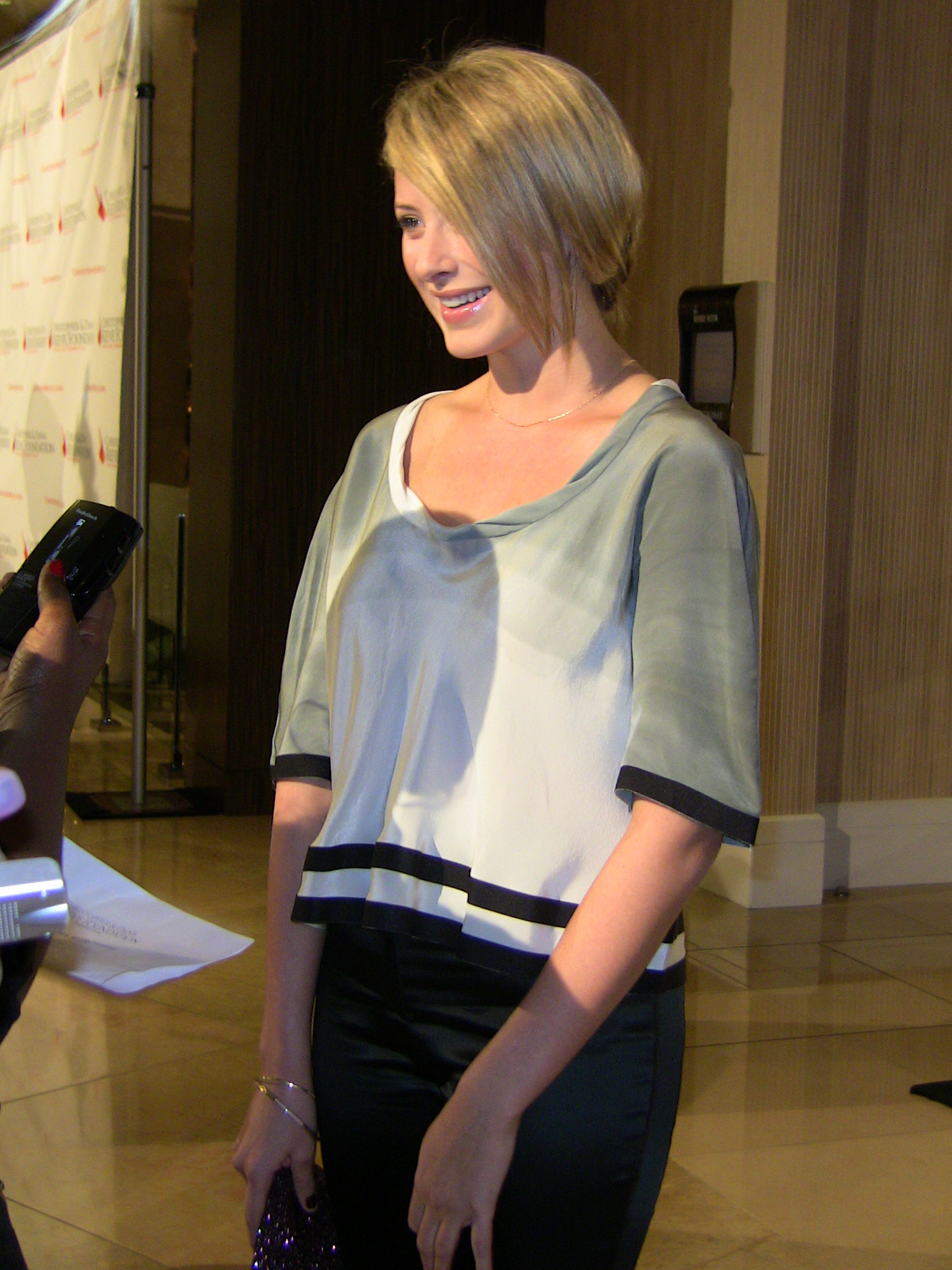
Lauren „Lo“ Bosworth

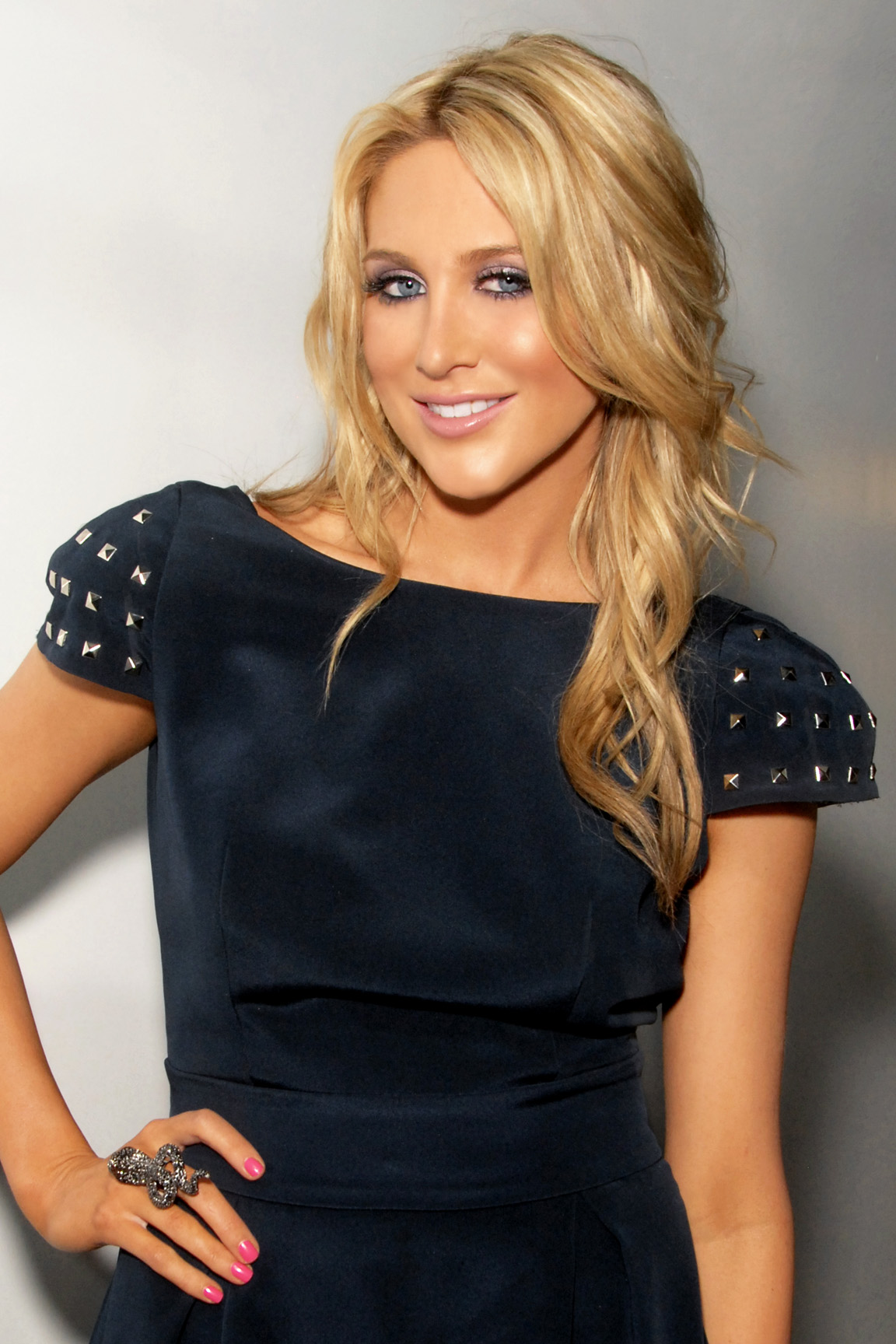
Stephanie Pratt

### Lauren „Lo“ Bosworth
Lo ist Laurens beste Freundin aus der High-School-Zeit. Auch Lo war Darstellerin in der Serie Laguna Beach. In der dritten Staffel besucht sie Lauren des Öfteren und zieht mit Lauren und Audrina in eine gemeinsame Villa in Beverly Hills zusammen. Ab der sechsten Staffel wird sie im Vorspann geführt, trägt aber wenig zur Handlung bei.

### Stephanie Pratt
Stephanie Pratt ist die jüngere Schwester von Spencer. Sie tritt ab der 3. Staffel zuerst als seine Unterstützerin auf, versucht dann später eine neutrale Haltung zwischen den Streitparteien (Spencer Pratt und Lauren Conrad) einzunehmen und zieht damit Spencers Unmut auf sich. Sie ist außerdem eine gute Freundin von Heidi Montag und arbeitete für kurze Zeit bei People’s Revolution an der Seite von Lauren Conrad. Ab Folge 5 der 6. Staffel wird sie im Vorspann geführt. Ebenso wie Lo ist sie jedoch nicht handlungstragend.

### Justin „Justin Bobby“ Brescia
Justin Brescia (ab 3. Staffel) ist Audrinas Freund, mit dem sie ihre erste ernsthafte Beziehung führt. Er ist nach Spencer Pratt und Brody Jenner die dritte männliche Hauptfigur, da er wegen seiner Beziehung zu Audrina und Kristin in vielen Folgen zu sehen ist.

## Nebencharaktere
- Jason Wahler (Staffel 1–3)

Jason Wahler ist Laurens Ex-Freund. Er war mit Lauren bereits in der zweiten Staffel von Laguna Beach für kurze Zeit ein Paar. Bei The Hills kommen sie wieder zusammen und ziehen für einen Sommer am Ende der ersten Staffel zusammen. Doch bereits Anfang der zweiten Staffel ist die Beziehung beendet.
- Stacie Hall (Staffel 5-6)

Stacie Hall ist bei ihrem ersten Auftritt die Barfrau, mit der Spencer Pratt flirtet. Mit dem Auftritt von Kristin Cavallari wird sie als ihre Freundin stärker in die Handlung eingebunden.
- Holly Montag (Staffel 4-6)

Holly Montag ist die Schwester von Heidi Montag. In der fünften Staffel versucht sie die Freundschaft zwischen Heidi und Lauren wiederherzustellen. Des Weiteren fällt sie durch ihren Alkoholkonsum auf. In der sechsten Staffel bricht der Kontakt zwischen ihr und Heidi ab und sie trifft sich öfter mit Stephanie.
- Kelly Cutrone (Staffel 4-5)

Kelly Cutrone ist der Arbeitgeber von Whitney und Lauren bei Peoples Revolution. Als Whitney sich entscheidet nach New York zu gehen, und auch Lauren die Serie verlässt, sieht man sie nicht mehr. Später wirkt sie in der zweiten Hälfte der ersten Staffel von The City mit.
- Brent Bolthouse (Staffel 1-5)

Brent Bolthouse ist der Arbeitgeber von Heidi bei Bolthouse Productions. Da Heidi in den ersten vier Staffeln am Arbeitsplatz sowie bei der Durchführung von Events gezeigt wird, hat er auch einige Auftritte in der Serie. Seinen letzten Auftritt hat er auf Heidi's Hochzeit.

## Handlung

### Staffel 1
(10 Folgen ab 31. Mai 2006)
Die erste Staffel beginnt damit, wie Lauren aus ihrem Elternhaus in Laguna Beach auszieht, um mit ihrer Freundin Heidi Montag in Los Angeles zusammenzuziehen. Lauren ist am Fashion Institute of Design and Merchandising eingeschrieben und hat eine Praktikantinstelle bei Teen Vogue in Los Angeles erhalten. Dort trifft sie auf Whitney Port, die sich ebenfalls als Praktikantin beworben hat. Über Heidi lernt sie zusätzlich Audrina Patridge kennen, die bei den Quixote Studios als Rezeptionistin arbeitet.
Heidi hat sich zusammen mit Lauren in die Fashion Institute of Design and Merchandising eingeschrieben, bricht ihr Studium jedoch ab, um ein Jobangebot bei Bolthouse Productions anzunehmen. Sie führt eine Beziehung zu Jordan Patrick Eubanks, doch diese geht nach einigen Monaten in die Brüche.
Lauren trifft sich mehrfach mit ihrem Ex-Freund Jason Wahler, den sie bereits aus der Vorgängerserie Laguna Beach kennt, und zieht mit ihm am Ende der Staffel für den Sommer in Malibu zusammen. Ein Angebot ihrer Chefin, den Sommer über in Paris bei Teen Vogue ein Praktikum zu absolvieren, lehnt sie ab, um mit ihren Freund Jason zusammen zu sein, und überlässt das Praktikum Whitney.

### Staffel 2
(12 Folgen ab 15. Januar 2007)
Lauren und Jason haben sich bereits vor dem Beginn der Staffel getrennt und Lauren bereut nun, dass sie nicht das Praktikum in Paris angenommen hat. Auch Heidi hat in der Zwischenzeit einen neuen Freund, Spencer Pratt, kennengelernt. Über die beiden lernt Lauren ihren neuen Freund Brody Jenner kennen.
Lauren und Heidis Arbeitskolleginnen haben keinen guten Eindruck von Spencer. Spencer flirtet mit Audrina und nutzt Heidis Abwesenheit aus, um mit Brody zusammen andere Frauen kennenzulernen. Bei der Geburtstagsfeier von Jen Bunney, einer Freundin von Lauren, flirtet diese mit Laurens Freund Brody und am Ende des Abends gehen Jen, Brody, Heidi und Spencer zusammen weg und lassen Lauren mit Audrina allein. Damit ist die Freundschaft zwischen Jen und Lauren am Ende. Lauren beschuldigt hauptsächlich Spencer, ihren Freund Brody mit dessen Ex-Freundin Jen zusammenbringen zu wollen. Da Heidi auch immer mehr Zeit mit ihrem Freund Spencer verbringt als mit Lauren, sieht Lauren in Spencer das Hauptproblem. Heidi hält jedoch weiterhin zu Spencer und wird im Laufe der Zeit von Spencer bedrängt, zwischen ihm und Lauren zu entscheiden. Am Ende der Staffel zieht Heidi bei Lauren aus und zieht mit Spencer zusammen.
Audrina arbeitet mittlerweile bei Epic Records und nimmt Lauren zu einigen Doppel-Dates mit. Am Ende der Staffel zieht sie bei Lauren ein.
Lauren und Whitney sind in einigen Folgen bei ihrer Arbeit als Praktikantinnen zu sehen. Gegen Ende der Staffel bewirbt sich Whitney bei Teen Vogue für eine Festanstellung. Ungefähr zur selben Zeit taucht Lauren „Lo“ Bosworth wieder auf und ist im Folgenden regelmäßiger zu sehen.

### Staffel 3
(18 Folgen ab 15. August 2007 gefolgt von 10 Zusatzfolgen ab 24. März 2008)
Bereits vor Beginn der Staffel wurde in den Medien das Gerücht verbreitet, dass Lauren mit ihrem Ex-Freund Jason Wahler ein Sex-Video aufgenommen hat. Lauren ist davon überzeugt, dass Heidi und Spencer dafür verantwortlich sind. Nach einem Streit mit Heidi bricht der Kontakt zwischen Lauren und Heidi ganz ab. Lauren verbringt im Folgenden wieder mehr Zeit mit ihren Freundinnen Lo und Audrina. Aus der Freundschaft zu Brody entwickelt sich seit der zweiten Staffel keine feste Beziehung, obwohl die beiden sich des Öfteren treffen.
Audrina trifft sich bereits vor dem Beginn der Staffel mit ihrem Ex-Freund Justin Brescia. Die Beziehung ist von Höhen und Tiefen geprägt, weil Justin sich nicht zu einer festen Beziehung entschließen kann. Verschiedene Ereignisse, wie das Flirten mit anderen Mädchen vor Audrinas Augen, lassen die Beziehung (vorläufig) scheitern.
Heidi verlobt sich mit Spencer und beide fliegen nach Colorado, um Spencer Heidis Familie vorzustellen. Heidi wird befördert und sie erhält eine Stelle, auf die sich eine Kollegin ebenfalls beworben hatte. Diese Kollegin, die in der Serie bisher als Gesprächspartnerin bei Bolthouse Productions fungierte, kündigt daraufhin. Heidi und Spencer planen eine Hochzeit, doch unterschiedliche Vorstellungen von der Hochzeit und die Tatsache, dass Spencer bisher seinen Eltern nichts von der Hochzeit erzählt hat, führen zu Spannungen, die damit enden, dass Heidi zu ihren Eltern zieht.
Zu Beginn der Staffel hat Whitney ihre Festanstellung bereits angetreten und ist somit auch Laurens Chefin. Beide führen gemeinsam einige Veranstaltungen sowie Fotoshootings durch.

#### Zusatzfolgen
Die 18. Folge wurde als „Staffelfinale“ angekündigt, es folgten jedoch zehn weitere Folgen. Die erste Folge zeigt, wie Lauren und Whitney nach Paris geschickt werden, um dort Teen Vogue bei einem Debütantenball im Hôtel de Crillon zu vertreten. Lauren erfährt dort durch einen Anruf von Audrina, dass Brody, dem sie wieder näherkam, eine neue Freundin hat.
Ein Streit zwischen Heidi und Spencer führt dazu, dass Heidi Spencer bittet auszuziehen. Spencer zieht bei seiner Schwester Stephanie ein, die sich in einem Computerkurs mit Lauren anfreundet, was wiederum ihre Beziehung zu Heidi und Spencer belastet, die ihr mangelnde Loyalität vorwerfen.
Whitney verlässt Teen Vogue, um im Berufsleben weiterzukommen. Sie möchte sich mehr mit Styling beschäftigen. Sie bewirbt sich erfolgreich bei People’s Revolution und arbeitet dort unter anderem für die New York Fashion Week. Lauren, die Whitney ein paar Mal bei der Arbeit besucht, erhält auch ein Angebot von People’s Revolution und folgt damit Whitney.
Audrina nimmt wieder Kontakt zu Justin auf und trifft sich auch einige Male mit Heidi, weil sie der Ansicht ist, dass der Streit zwischen Lauren und Heidi sie eigentlich nicht betrifft.
Lauren beschließt mit ihrer Freundin Lo ein Haus zu kaufen. Audrina zieht mit ein, wohnt allerdings im Gästehaus. Sie fühlt sich mehr und mehr von den beiden anderen ausgeschlossen und überlegt sich ein eigenes Apartment zu kaufen. Lauren versucht schließlich mit Audrina zu reden, weil sie nicht noch eine gute Freundin verlieren will. Audrina gibt an, dass sie sich ausgegrenzt fühlt und findet, dass Lo versuche, die beiden auseinanderzubringen.
Heidi erhält ein Jobangebot, dass von ihr mehr Reisen verlangen würde. Sie fliegt mit ihrem Boss nach Las Vegas. Als Spencer das herausfindet, beschließt er, ihr hinterherzufliegen. Als er Heidi findet, ist diese gerade mit ihrem Boss beim Abendessen, um ihre zukünftigen Aufgaben zu besprechen. Spencer erklärt ihr, dass er wieder eine richtige Beziehung mit ihr führen will und bittet sie, mit ihm zurück nach Los Angeles zu fliegen. Das tut Heidi am nächsten Tag auch und lässt ihren Boss, der auf sie wartet, stehen.

### Staffel 4
(20 Folgen ab 18. August 2008)

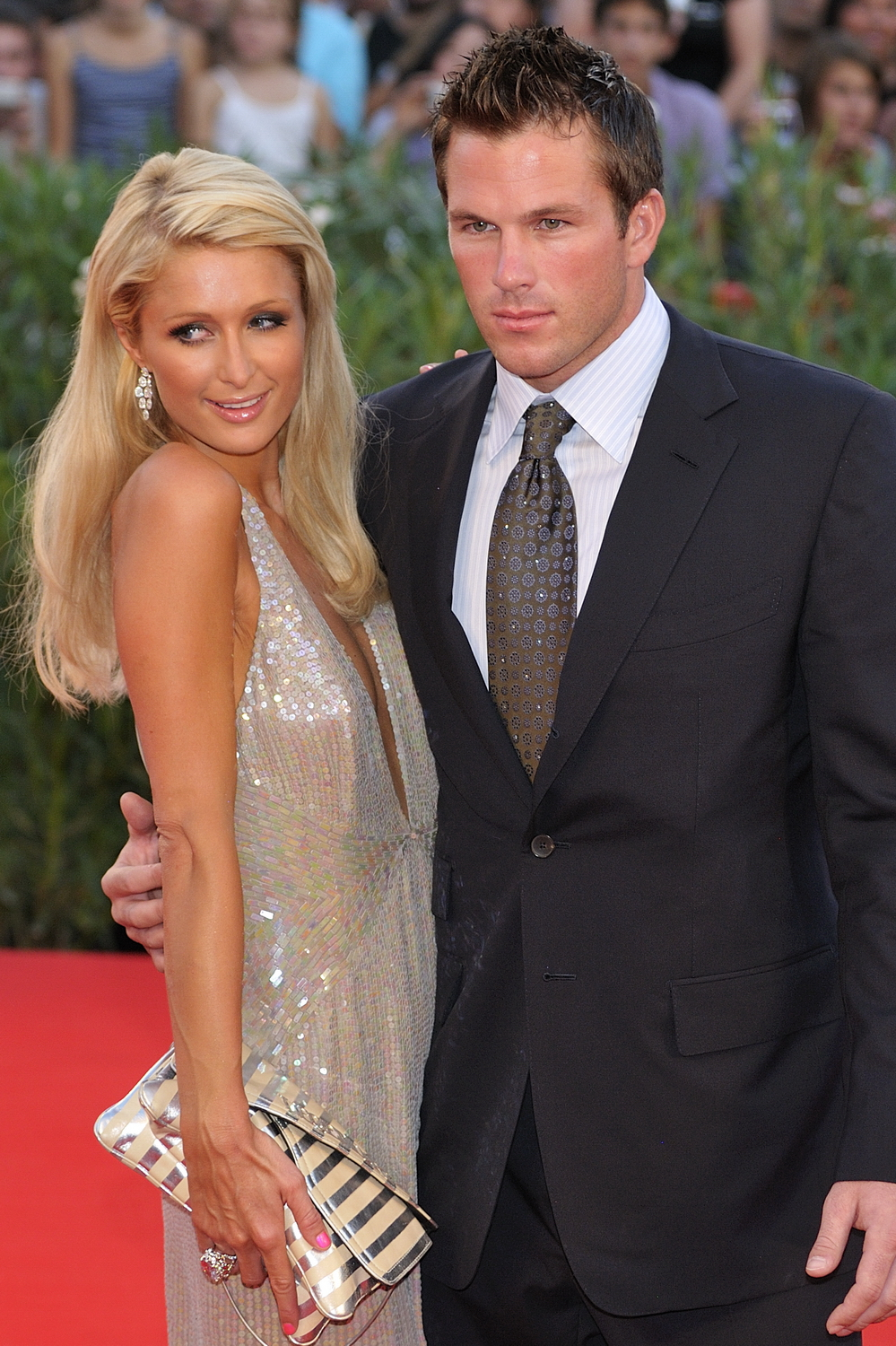
Doug Reinhardt mit Paris Hilton

Lauren trennt sich bereits nach kurzer Zeit wieder von Doug Reinhardt, ihrer High-School-Liebe aus Laguna Beach. Kurz darauf scheint sich zwischen Doug und Spencers Schwester Stephanie eine Beziehung anzubahnen, die jedoch endet, als Doug behauptet, er habe sich nur aus Mitleid um Stephanie gekümmert.
Auch die Beziehung zwischen Lauren und Audrina wird immer schlechter, weil sich Lauren und Audrina immer seltener sehen. Einige Folgen später, nach einer Aussprache zwischen Lauren und Audrina, finden die Spannungen ein Ende.
Nach weiteren Höhen und Tiefen in der Beziehung zwischen Audrina und Justin, ist Justin bereit, mit Audrina eine feste Beziehung einzugehen. Audrina hat, mit dem Hintergedanken mit Justin zusammenzuwohnen, eine neue Wohnung gesucht. Justin will jedoch etwas mit seiner Entscheidung warten. Nachdem Audrina bei Lauren ausgezogen ist, zieht Heidis Schwester Holly bei Lauren ein, die von Spencer in der Wohnung von Heidi und Spencer nicht geduldet wurde, weil sie versucht hat, die Freundschaft von Lauren und Heidi wiederaufleben zu lassen.
Die Stimmung zwischen Stephanie und Spencer und Heidi wird immer gereizter, da sich Stephanie weigert, ihre Freundschaft zu Lauren zu beenden. Heidi verliert kurzzeitig ihren Job, als sie bei einer Veranstaltung, bei der sie die Verantwortung hatte, einen Drink nimmt und dabei von einem ihrer Vorgesetzten gesehen wird. Erst nach mehreren Gesprächen mit ihren Vorgesetzten kann sie ihren Job wiederbekommen, verliert jedoch ihr Büro.
Whitney fliegt einige Male nach New York City, um dort für ihre Firma zu arbeiten. Gegen Ende der Staffel hat Whitney ein Vorstellungsgespräch in New York bei Diane von Fürstenberg. Wenig später erfährt sie, dass sie den Job bekommt. Lauren fällt es schwer, von Whitney Abschied zu nehmen, da sie seit ihrer Zeit bei Teen Vogue gute Freundinnen geworden sind. Whitneys weiteres Leben wird ab hier in der Serie The City gezeigt.
Heidi und Spencer fahren in einen Kurzurlaub nach Cabo, Mexiko. Dort fragt Spencer Heidi, ob sie ihn heiraten möchte. Sie stimmt zu und so wird eine heimliche Hochzeit durchgeführt. Da diese in Mexiko stattfindet und somit in den USA keine Gültigkeit hat, wollen Heidi und Spencer in den USA die Hochzeit in einem Gericht erneut durchführen. Während der Zeremonie bekommt Spencer Gewissensbisse und fragt Heidi, ob sie wirklich diese schlichte Hochzeit durchführen will. Heidi gesteht, dass sie immer noch eine „richtige“ Hochzeit mit Anwesenheit ihrer Familie haben will. Daraufhin verlassen beide das Gericht, ohne zu heiraten.

### Staffel 5
(20 Folgen ab 6. April 2009)
Bei einer Überraschungsparty anlässlich Laurens Geburtstag taucht Heidi unerwartet auf. Heidi erfährt dort, das ihr Freund Spencer in einer Bar mit einem Mädchen flirtet. Da er sie in den folgenden Tagen weiterhin trifft, überredet Heidi Spencer zu einer Paartherapie.
Lauren bittet Stephanie, die Heidi auf die Party mitgebracht hat, obwohl sie nicht eingeladen war, in Zukunft nicht mehr die Freundschaft zwischen ihr und Heidi zu forcieren. Trotz dieser Aktion verhilft Lauren Stephanie zu einem Job bei ihrer Arbeitgeberin People’s Revolution, wo Stephanie jedoch nach kurzer Zeit entlassen wird.
Audrina versucht sich erneut von ihrem Freund Justin zu trennen und versucht daher das Interesse von Brody an ihr zu wecken. Obwohl Brody nicht an einer Beziehung mit ihr interessiert ist, kommt es deswegen zu einem Streit mit ihrem Freund Justin.
Nach der überstandenen Beziehungskrise macht Spencer Heidi einen Heiratsantrag. Heidi möchte auf ihrer Hochzeit unbedingt Lauren dabei haben, und so entschließt Spencer sich bei Lauren zu entschuldigen. Hierbei gibt er auch zu, dass er für Gerüchte mit dem Sex-Tape (Anfang dritte Staffel) verantwortlich ist.

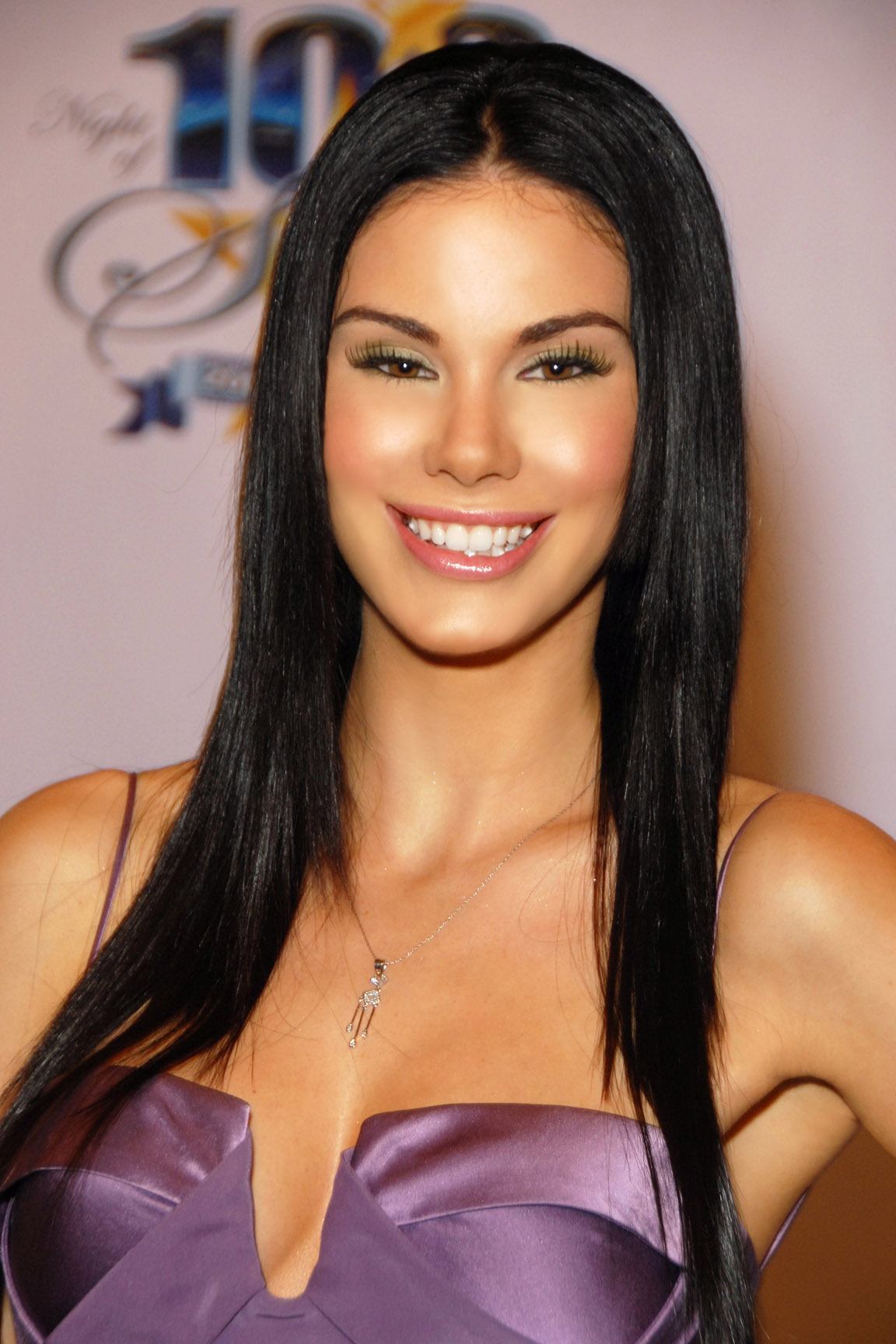
Jayde Nicole

Nach langem Zögern entschließt sich Lauren dazu zur Hochzeit zu erscheinen. Am Hochzeitstag taucht zu ihrer Überraschung auch Kristin Cavallari dort auf, die nun ab der zehnten Folge anstelle von Lauren Conrad zu sehen ist. Lauren selbst kündigt ihren Job bei People’s Revolution und zieht aus der gemeinsamen Villa mit Lo aus.
Zwischen der neuen Darstellerin Kristin, Audrina und deren Ex-Freund Justin entwickelt sich eine Art Dreiecksbeziehung. Obwohl Justin und Audrina ihre Beziehung als beendet betrachten und Justin sich mit Kristin trifft, gehen Justin und Audrina weiterhin zusammen aus. Parallel hierzu ist Kristin in eine weitere Dreiecksbeziehung mit Brody und seiner Freundin Jayde Nicole („Playmate of the Year 2008“) verwickelt. Am Ende der Staffel beendet Brody die Beziehung zu Jayde und zeigt sich an Kristin interessiert. Kristin jedoch will der Beziehung mit Justin eine Chance geben.
In der zweiten Hälfte der Staffel ziehen Heidi und Spencer in eine neue Wohnung und streiten sich darüber, ob sie Kinder bekommen sollen.

### Staffel 6
(12 Folgen ab 27. April 2010)
In der sechsten Staffel werden Lo und Stephanie im Vorspann als Hauptcharaktere geführt. Jedoch sind in dieser Staffel die im Vorspann genannten Personen nicht immer im Mittelpunkt. So sind Heidi und Spencer am Anfang der Staffel in wenigen Folgen zu sehen und später gar nicht mehr. Auch Lo trägt zur Handlung wenig bei, da ihr Privatleben bis auf einige Aufnahmen am Arbeitsplatz und mit ihrem Freund nicht thematisiert wird. Dagegen ist die neue Freundin McKeala von Brody nicht nur im Rahmen der Dreiecksbeziehung zwischen ihr, Kristin und Brody in mehreren Folgen zu sehen, sondern auch in nebensächlichen Szenen, wie ein Vorstellungsgespräch bei Lo's Arbeitgeber „Smashbox“.

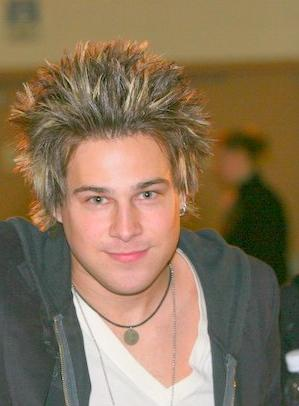
Ryan Cabrera

Heidi hat sich mehreren Schönheitsoperationen gleichzeitig unterzogen und besucht ihre Eltern, die sie zum ersten Mal nach der Operation sehen. Besonders ihre Mutter ist von Heidis neuem Aussehen schockiert. Spencer zeigt ein stark gereiztes Verhalten, was sich zuerst gegen seine und Heidis Schwestern, dann später jedoch auch gegen andere Personen wie auch Brody, richtet. Nach diesen anfänglichen Auftritten in der Staffel sind Spencer und Heidi nicht mehr zu sehen, da Spencer auch eine Produzentin der Serie bedroht haben soll. Weitere von den Medien berichtete Ereignisse über die beiden, wie angebliche Seitensprünge oder Scheidungsabsichten, wurden in der Serie nicht mehr gezeigt. Auch wurden beide nicht zur Abschlussshow im Roosevelt Hotel eingeladen.
Zu Beginn der Staffel ist Beziehung zwischen Kristin und Justin bereits beendet. Daher trifft Kristin sich des Öfteren mit Brody. Obwohl sie sich auf freundschaftlicher Basis treffen wollen, kommt es zu Spannungen, als Brody sich mit einer Frau namens McKeala trifft. Audrina hat ebenfalls einen neuen Freund namens Ryan Cabrera und läuft auch ihrem alten Freund Justin über den Weg. Letztlich trennt sich Audrina von Ryan stellt aber bei einem Ausflug nach Costa Rica klar, dass sie nicht nochmal mit Justin zusammenkommen will.
In der finalen Folge gibt Kristin eine Abschiedsparty, weil sie Los Angeles verlassen will, um nach Europa zu gehen. Die letzte Szene dieser Folge enthält einen Abschiedsscherz: Sie besteht aus einer Abschiedsszene zwischen Brody und Kristin. In der letzten Einstellung wird suggeriert, dass die Szene nicht wirklich auf einer großen und belebten Straße vor dem Hollywood Sign gedreht wurde, sondern vor einer Leinwand innerhalb eines Studiogeländes, indem ausnahmsweise die Kamera so geführt wird, dass die Leinwand und die Filmcrew sichtbar wird.

## Kritiken
Das Rolling Stone Magazin bezeichnet The Hills als eine „süchtig machende Serie, in der eigentlich nie etwas passiert“.

„… a maddeningly addictive TV show in which nothing ever really happens.“

Die meisten Reality-TV-Sendungen würden einen billigen Eindruck machen, nicht jedoch The Hills. Die Serie sehe eher wie ein Film aus, wegen des Einsatzes von Digitalkameras auf Stativen, den „eleganten Abendszenen“ und dem „traumhaften Anblick des Sunset Boulevards in der Dämmerung“. Zu verdanken sei dies dem Produktionsleiter Hisham Abed, der nach eigenen Angaben, die Optik der Filme von Michael Mann wie Heat nachahmt.
Das Publikum würde The Hills natürlich nicht wegen der Kameraarbeit ansehen, sondern um zu „entfliehen“. Die Handlung, in der das Leben von „privilegierten jungen Frauen mit Freunden mit schicken Autos“ gezeigt wird, hätte die Wirkung von Antidepressiva.
Auch die Hauptdarstellerin Lauren Conrad, sowie ihre Chefin Kelly Cutrone bestätigen diesen Eindruck:

„You’re watching it and thinking, ‘These are really your biggest problems?’ Most people in this economy are having to deal with things that are a little bit heavier than ‘Oh, my God, should we go to Goa?’“

„It’s funny — that people think that me, sitting hung over in my living room, talking to my roommate about hooking up with a guy, is considered important television.“

Außerdem stellt das Magazin fest, dass The Hills eine Reality-TV-Serie ist, die sich teilweise auch gegen die Realität verweigert. So werden entscheidende Ereignisse in der Realität, wie Kriege oder der Tod von Familienmitgliedern oder gar die Tatsache, dass die Darstellerinnen Stars einer Reality-TV-Serie sind, nicht erwähnt.
Der Erfolg der Serie zeige, dass es nicht mehr darauf ankomme beliebt, bunt oder beschäftigt zu sein, um berühmt zu werden. Man müsse nur bereit sein, das private Leben öffentlich zu führen.

„[…] the tectonic plates of pop culture have shifted. […] it’s no longer important to be loved, or colorful, or even employed, to be famous. […] If you're not living your life in some public fashion […] it doesn't count.“

The New Yorker sieht in The Hills den aktuellen Höhepunkt einer Entwicklung: In früheren Reality-Shows hätten die Teilnehmer nur eine kurzfristige Berühmtheit erlangen können. Nachdem sie versucht haben, daraus Kapital zu schlagen, seien sie wieder in ihre normalen Leben zurückgekehrt. In den aktuellen Reality-Shows versuchen die Sender selbst Kapital zu schlagen und setzen ihre Kandidaten bzw. Teilnehmer wieder in anderen Shows ein. Die so gezeigte Realität sei kein Spiegel der Realität, sondern eher ein alternatives Universum, wo die Teilnehmer selbst zu Stars werden, wie richtige Schauspieler.

„This world is no longer any kind of mirror image of the real world […] it’s been pinched off to form an alternate universe […] The casts of these series often become stars just the way real actors do“

Weiterhin habe keiner der Charaktere in der Sendung irgendwas interessantes oder lustiges gesagt, noch vermittle die Sendung irgendeinen Eindruck darüber, was es bedeute, als ein junger Mensch in Los Angeles zu leben. Die meisten Leute sähen vermutlich zu, um herauszufinden, warum sie zusehen. Junge Menschen sähen wohl gerne zu, weil sie, nachdem sie das Elternhaus verlassen haben, immer noch das „Zentrum der Aufmerksamkeit“ sind. Auch obwohl die Charaktere über 20 seien, würde sie noch einen Eindruck machen, als seien sie Teenager. The Hills würde das Erwachsensein als sehr einfach darstellen.

„These characters are now in their twenties, but they still smell like Teen Spirit. Perhaps it’s this simplicity that appeals to people; “The Hills” makes adulthood seem like a piece of cake.“

Auch das Wall Street Journal sieht in Lauren Conrad die „nächste Generation der Selbstvermarkter“, die nur wegen ihrer Bereitschaft Kameras in ihr Privatleben zu lassen, berühmt sein. Conrads eigentliche Absicht sei es jedoch ein Merchandising-Imperium aufzubauen. Vorbild seien Vorgängerinnen wie Mary-Kate und Ashley Olsen, die ihre Berühmtheit im Fernsehen in ein Multi-Millionen-Konglomerat überführen konnten.
Fox News fragt, ob MTV wirklich erwarte, dass die Zuschauer gebannt vor dem Fernseher sitzen, wenn man die interessantesten Dinge bereits aus den Medien oder aus der Werbung wisse. Bezüglich der eigenen Serie „The City“ von Whitney Port schreibt Fox News:

„Lauren might be happy to forget she heard anything about “The City” but we’re not. WE know. We know she’s leaving, we know she knows she’s leaving, we know Lauren knows she’s leaving and we know the producers know we know… enough already.“

Es sei an der Zeit, dass MTV sich klar wird, dass sie nicht mehr das Leben von irgendwelchen 20-jährigen Mädchen zeigten, sondern von Berühmtheiten, die versuchen, ihre Popularität so lange wie möglich aufrechtzuerhalten.
Es wäre wesentlich interessanter gewesen, wenn gezeigt worden wäre, wie Whitney Port ihre eigene Sendung auf MTV bekommt und wie Lauren Conrads wirkliche Reaktion darauf war, anstatt zu zeigen, dass Whitney sich mit Kelly Cutrone über eine neue Stelle in New York unterhält. Anstatt die Schritte von Heidi Montag in der Musikbranche darzustellen, zeige MTV, wie sie sich mit Spencer über eine „geheime“ Hochzeit unterhält, von der niemand etwas erfahren darf und dies vor laufenden Kameras.

## Wissenswertes
In einigen von Paparazzi gemachten Aufnahmen auf YouTube sind Details zu erkennen, die nicht in der Serie zu sehen sind, sowie Tatsachen, die laut Kritiken in der Serie gezeigt werden sollten, da die Serie eine Reality-TV-Serie ist.
- Video 1[64]: Lauren Conrad wird von Paparazzi beim Einsteigen in ihren Audi R8 verfolgt. Das Auto wurde ihr zu Werbezwecken überlassen.[65]
- Video 2[66]: Das Video zeigt eine Szene aus der 13. Folge der vierten Staffel[67], in der Audrina aus dem gemeinsamen Haus auszieht. Vor dem Haus parken die Autos von Lauren und Audrina. Nicht in der Serie zu sehen, ist Audrinas Mercedes SL. Audrina arbeitete in der Serie als Rezeptionistin bei Epic Records.
- Video 3[68]: Spencer und Heidi treffen im Los-Angeles-Flughafen ein und werden sieben Minuten lang von Paparazzi umringt. Dieser Aspekt ihres Lebens ist in der Serie nie zu sehen.